# Nagykend
Kend (románul Chendu, németül Kend, szászul Grußkänd) falu Romániában Maros megyében.

## Fekvése
Marosvásárhelytől 27 km-re délkeletre, a Nádas-patak bal partján, a Marosvásárhelyről Segesvárra vezető út mellett fekszik. Balavásárhoz tartozik, melytől 4 km-re délkeletre van.

## Nevének eredete
Neve az elmagyarosodott besenyő törzsek egyikének, a Kékkend törzs nevére utal.

## Népessége
A népesség nemzetiség szerinti megoszlása
1910-ben 802, túlnyomórészt magyar anyanyelvű lakosa volt.
1977-ben 1753 lakosa volt (1668 magyar, 23 román, 7 német, 55 roma)
1992-ben 1628 lakosa volt (1620 magyar, 8 román)
2002-ben 1511 lakosa volt (1420 magyar, 11 román, 80 roma)
2011-ben 1473 lakosa volt (1432 magyar, 14 román)
A népesség vallás szerinti megoszlása:
2011-ben 1346 református, 65 római katolikus, 14 unitárius, 8 Jehova tanúja, 7 ortodox, 7 adventista.

## Története
A legelső írott adat a faluról 1325-ből Károly Róbert magyar király uralkodása idejéből származik, ekkor Kenhyda néven említik. Az 1325. május 2-i keltezésű a fehérvári káptalan által kibocsátott oklevél Simon bán fiainak osztozkodását részletezi.
A felsorolt birtokok között szerepel Felkend (a mai Nagykend) és Kendhyda (a mai Kiskend) (,, Tere …………..Felkend et Kendhyda cum molendio. Tributum de Kendhyda et castrum de eadem.,,)
A lélekszámban kisebb Kiskend azért kapta a Kendhida nevet mert közvetlenül a Kis- Kükükllőn átvezető Vámoshíd szomszédságában feküdt. Itt a XIV. század első felében vár, vámhely és malom is állott. A nagyobb lélekszámú Nagykendet Felkendnek hívták, mivel Kendhidától valamivel távolabb, fentebb feküdt a Nádas-patak irányába. A Felkend mai neve Nagykend név először 1409-ben tűnik fel.1344-ben Kiskendet még a régi nevén említik (nobiles de Kendtheyd (Kenthyd?)) Kendhida mai neve Kiskend 1486-ban tűnik fel először (Kyskend).
A két falu első földbirtokosa akiről tudunk Simon bán volt. Ő a Szalók nemzetségből származott. A Szalok nemzetségnek a Dunántúlon voltak hatalmas birtokai. A nemzetség Eger-Szalóki, Kaba, Balád, Nemes-Szalóki, Beregmegyei és Kendi ágakra oszlott. A Szalók nemzetségből származó Simon bánnak akit az oklevelek hol comesnek, hol pedig bánnak neveznek Zala és Küküllő vármegyében voltak birtokai. Erdélyben a Nagy-Küküllő völgyében az övé volt a darlaci uradalom (3 falu), a Kis-Küküllő völgyében pedig a kendhidai uradalom amely 9 faluból állt. A kendhidai uradalomhoz tartozott a mai: Nagykend, Kiskend, Balavásár, Egrestő, Cikmántor, Zsákod, Ádámos stb.
Simon Bán 1317-ben részt a Károly Róbert magyar király ellen lázadásban. 1317-ben Borsa Kopasz szövetségre lépett Kán László erdélyi vajdával és Aba Amadé fiaival Károly Róbert ellenében András halicsi királyt akarták a magyar trónra ültetni. De az 1317-es debreceni döntő ütközet előtt, ahol a lázadók vereséget szenvedtek, Simon bán mégis meghódolt és ezért a királytól Darlac, Almás és Somogyom nevű jószágaira különösen a medgyesi szászok ellenében oltalmat nyert.
1317. márcz. 29. Temesvár. 1. Károly a szolgálatába állott Simon bánt hívei közzé visszafogadván, annak összes jószágait, nevezetesen Almást. Darlaczot és Somogyont, különös oltalma alá veszi, s megparancsolja az ország összes biráinak és hatóságainak, hogy őt ezen birtokokban védelmezzék, egyszersmind minden szabad állapotú embernek szabadságot ad ezen helységekbe telepedni. Eredetije pergamenen, nyílt levél alakban, gr. Kemény József gyűjteményében.
Simon bánnak két felesége után hat gyermeke maradt: Mihály, Tamás, György, Miklós, Jakab és Demeter. 1325-ben Simon bán fiai az örökölt birtokot maguk között felosztották Mihály, Tamás és György kapta Almást, Somogyomot, Balavásárát és a ma ismeretlen Istvándot (Almas, Symyg, Balauasara, Stephand), Miklósé, Demeteré és Jakabé lett Darlac, Széplak, Egrestő, Cikmántor és Zsákod (Dorlaz, Zeplak, Egrusthw, Chekmantul, Saako). A kendhidai vár, Fel-Kend, Pipe és a Doboka vármegyei Bábuc két részre mentek. (Miklós és Tamás része fele részben megosztják a falu területét, a hídvámot és a várat.)
,,Felkend et Kendhyda cum molendino, cum omnibus utilitatibus earundem et medietas tributi de praedicta Kendhyda ac medietas castri de eadem cessissent in portionem Mychaelis et Thomae,,
1329-ben Simon bán fiai Mihály, Tamás és Miklós megtagadják az egyházi tized fizetését, mire az erdélyi káptalan kiközösítette őket és nem oldozta fel amíg 19 márka kárpótlást nem fizettek. 1342-ben erőszakkal próbálják elfoglalni Székelyvécke birtokát, de a falu ellenáll és visszaveszi az elkobzott földeket. Ezt a birtokháborítási pert tárgyalja 1342-ben a tordai országgyűlés 1342-ben. 1342. május 8. Torda. Tamás erd. vajda bizonyítja, hogy az erdélyi nemesség Tordán tartott közgyűlésében Miklós, néhai Simon bán fia, maga és testvérei nevében a székelyeket az ő örökös birtokuk Véczke elfoglalásától letiltotta. Eredetije papiroson, gr. Kemény József gyűjteményében
Simon bán fiától Tamástól származik a Kendi, Balátfi és Kendilónai család. A családnak ellentéte van a szászokkal is. Az ellentét oka az volt hogy Kendhida (Kiskend) mellett a Kis-Küküllő folyón híd vezetett át amelynek vámját a Kendi család élvezte. 1331-ben hídvám miatt a bogácsi és körösi szászok a kendhidai udvarházat kirabolták, Kendi Tamást megölték a király vámmegerősítő oklevelét pedig elvitték. 1366-ban a Tordán tartott országgyűlésen: Chykmantel (Cikmántori) János, Demeter fia és Kendi István, Tamás fia jelentik, hogy már régtől fogva vámoshídjuk van a Kis-Küküllőn, ezt királyi engedéllyel bírják, de a körösi és bogácsi szászok ördögi dühvel rohanták meg a hidat, Kendi Tamást megölték, mindenét felprédálták és a híd vámengedélyét elvitték.
1366. május 11. Torda. Dénes erd. vajda bizonyítja, hogy midőn a király parancsára az erdélyi nemesek, székelyek és szászok Tordára május 4-ére hirdetett közgyűlésében a száraz és vizi vámokról szóló leveleket előmutatni parancsolta, Csikmánteli János. Demeter fia, és Kendi István, Tamás fia, előadták, hogy nekik a Kis-Küküllő'n lévő hidjok vámjáról volt ugyan királyi kiváltságlevelük, de azt egykor a körösi és bogáthi szászok, midőn néhai Kendi Tamást kendi házában fegyveresen megrohanva megölték s javait földúlták, elrabolták; mit is a 7 vármegye összes szolgabírái, esküdtjei és nemesei esküvel bizonyítottak.
A mai falu Kis- és Nagykend egyesülésével keletkezett. Mindkét falunak van református temploma, a nagykendi templomnak középkori részletei is vannak. A kiskendi Daniel-udvarház és parkja elhanyagolt állapotban van.
A 20. században számos nagykendi lakos csuhéfonással foglalkozott (használati tárgyak, játékok készítése kukoricaháncsból). Az 1989-es rendszerváltás után azonban már csak nehezen tudtak megélni ebből a mesterségből, így a legtöbben áttértek kínai műanyag kerti díszek behozatalára és „kézműves tárgyakként” való értékesítésükre.

## Ismert emberek
- Itt született 1951-ben Molnár Gábor villamosmérnök, műszaki szakíró.